# Жорж Бокур
Жорж Бокур (фр. Georges Beaucourt, 15 квітня 1912, Рубе — 27 лютого (або 1 березня) 2002) — французький футболіст, що грав на позиції захисника, зокрема, за клуби «Лілль» та «Ланс», а також національну збірну Франції. По завершенні ігрової кар'єри — тренер.
Дворазовий чемпіон Франції.

## Клубна кар'єра
У футболі дебютував 1932 року виступами за «Лілль», в якому провів шість сезонів, взявши участь у 150 матчах чемпіонату.  Більшість часу, проведеного у складі «Лілля», був основним гравцем захисту команди.
1938 року перейшов до клубу «Ланс», за який відіграв 5 сезонів. Завершив професійну кар'єру футболіста виступами за команду «Ланс» у 1945 році.

## Виступи за збірну
1936 року дебютував в офіційних матчах у складі національної збірної Франції, зігравши свій єдиний матч проти Югославії (1-0).
Був присутній в заявці збірної на чемпіонаті світу 1934 року в Італії, але на поле не виходив.

## Кар'єра тренера
Розпочав тренерську кар'єру, ще продовжуючи грати на полі, 1940 року, очоливши тренерський штаб клубу «Ланс». Досвід тренерської роботи обмежився цим клубом.
Помер 27 лютого (за іншою версією 1 березня) 2002 року на 90-му році життя.

## Титули і досягнення
- Чемпіон Франції (1):

«Олімпік» (Лілль): 1932-1933